# The Midnight Gospel
The Midnight Gospel est une série d’animation en streaming créée par le créateur  Pendleton Ward et le comédien Duncan Trussell. Sorti sur Netflix le 20 avril 2020, il s’agit de la première production animée de Ward pour Netflix. Il met en scène des aventures fantastiques visant à la réalisation de podcasts sur des sujets métaphysiques.
Il s'agit d'une série dérivée d'Adventure Time.
Les interviews sont tirées d’épisodes antérieurs du podcast de Trussell, The Duncan Trussell Family Hour. Les invités spéciaux incluent Phil Hendrie, Stephen Root, Drew Pinsky, Damien Echols, Trudy Goodman, Jason Louv, Caitlin Doughty, Michael Marcanio, Maria Bamford, Joey Diaz, David Nichtern et Deneen Fendig.

## Résumé
The Midnight Gospel tourne autour d’un radioamateur spatial nommé Clancy Gilroy, qui vit sur le Ruban chromatique, une planète membraneuse en forme de bande située au milieu d’un vide coloré où les exploitants de simulations utilisent de puissants ordinateurs bio-organiques pour simuler divers univers à partir desquels ils exploitent les ressources naturelles et les nouvelles technologies,. Chaque épisode tourne autour des voyages de Clancy à travers les planètes du simulateur, les êtres habitant ces mondes en tant qu’invités qu'il interviewe pour sa diffusion spatiale,,. Ces entretiens sont basés sur des entretiens réels, avec le son original du podcast de Trussell, The Duncan Trussell Family Hour. Les épisodes se terminent généralement par un événement apocalyptique dont Clancy parvient à peine à s’échapper.

## Distribution et personnages

### Principal
- Duncan Trussell (VF : Bruno Méyère) : Clancy Gilroy

### Récurrent
- Phil Hendrie (VF : Jean-Baptiste Marcenac) : le simulateur d’univers et divers personnages
- Stephen Root : Bill Taft et divers personnages
- Maria Bamford : Butt Demon et divers personnages
- Doug Lussenhop : Daniel Hoops et divers personnages
- Joey "Coco" Diaz : Chuck Charles, Steve et divers personnages
- Christina P. : Bobua et divers personnages
- Steve Little : le capitaine Bryce et divers personnages
- Johnny Pemberton : Cornelius et divers personnages

### Invités
- Drew Pinsky : le petit président (épisode 1 et épisode 5)
- Natasha Leggero : Peggy (épisode 1)
- Anne Lamott : Anne Deer Dog (épisode 2)
- Raghu Markus comme Raghu Deer Dog (épisode 2)
- Damien Echols : Darryl le poisson (épisode 3)
- Trudy Goodman : Trudy the Love Barbarian (épisode 4)
- Pauly Shore : Prince Jam Roll (épisode 4)
- Jason Louv : Jason (épisode 5)
- Eddie Pepitone : Bob (voix parlée) (Épisode 5)
- Johanna Warren : Bob (voix chantée) (épisode 5)
- David Nichtern : Sa Divine Grâce, le scientifique de Dieu (épisode 1) et David (épisode 6)
- Dante Pereira-Olson : Shanerreyus (épisode 6)
- Will Oldham : Bubble Max (épisode 6)
- Caitlin Doughty : mort (épisode 7)
- Deneen Fendig : elle-même alias Mrs. Gilroy (la mère de Clancy / Duncan) (Épisode 8)
- Ram Dass : Ram Dass (épisode 8)

## Épisodes
Tous les épisodes ont été réalisés par Pendleton Ward et écrits par Mike L. Mayfield, Duncan Trussell et Pendleton Ward, avec Brendon Walsh co-écrivant "Officiers and Wolves" et Meredith Kecskemety co-écrivant "Blinded by My End".
| # | Titre                  | Titre                       | Personne rencontrée         | Podcast original | Date de diffusion |
| # | Original               | Francophone                 | Personne rencontrée         | Podcast original | Date de diffusion |
| --- | ---------------------- | --------------------------- | --------------------------- | ---------------- | ----------------- |
| 1 | Taste of the King      | Le goût du roi              | Drew Pinsky                 | Épisode 147      | 20 avril 2020     |
| Clancy explore Terre 4-169 pendant une apocalypse zombie et rencontre l’homme aux lunettes qui s’avère être le président de l’Univers. Ils discutent à propos des produits stupéfiants et des drogues.                                                   |                        |                             |                             |                  |                   |
| 2 | Officers and Wolves    | Loups et officiers          | Anne Lamott et Raghu Markus | Épisode 301      | 20 avril 2020     |
| Clancy explore le monde des clowns dans lequel il est embarqué dans un abattoir géant en proie à une attaque de saboteurs. Il discute avec un renne-chien à propos de l’acceptation de la maladie et de la mort.                                         |                        |                             |                             |                  |                   |
| 3 | Hunters Without a Home | Des chasseurs déracinés     | Damien Echols               | Épisode 314      | 20 avril 2020     |
| Clancy a un nouvel abonné qui aime la glace alors il part explorer Ass Cream, une planette recouverte de glace. Il fait la connaissance du capitaine d’un navire dont l’équipage est composé de chats avec qui il discute de magie et de méditation.     |                        |                             |                             |                  |                   |
| 4 | Blinded by My End      | Aveuglé par ma fin          | Trudy Goodman               | Épisode 300      | 20 avril 2020     |
| Clancy plonge sur une planète médiéval ou il rencontre Trudy, la barbare de l’amour avec il parle de relation, d’engagement et de pardon. |                        |                             |                             |                  |                   |
| 5 | Annihilation of Joy    | L’anéantissement de la joie | Jason Louv                  | Épisode 302      | 20 avril 2020     |
| Clancy atterit dans une prison psychologique où il s’accroche à un détenu qui tente de s’évader, étant renvoyé à sa cellule à chaque fois qu’il est tué. Clancy discute de connaissance et d’acception de soi.                                           |                        |                             |                             |                  |                   |
| 6 | Vulture with Honor     | L’honneur du charognard     | David Nichtem               | Épisode 315      | 20 avril 2020     |
| Clancy va voler de l’huile à son voisin pour son générateur d’univers défaillant qui finit par le propulser sur Buton 78914 où il discute avec David de méditation.                                                                                      |                        |                             |                             |                  |                   |
| 7 | Turtles of the Eclipse | Les tortues de l’éclipse    | Caitlin Doughty             | Épisode 318      | 20 avril 2020     |
| Clancy se rend sur une planète vide, et sort de son sac un toboggan géant pour s’occuper. Il fouille son sac et glisse à l’intérieur dans un autre monde où il rencontre la Mort. Ils discutent du deuil et du commerce de l’embaumement aux États-Unis. |                        |                             |                             |                  |                   |
| 8 | Mouse of Silver        | La souris d’argent          | Deneen Fendig               | Épisode 42       | 20 avril 2020     |
| Clancy est interrompu dans son processus d’exploration par un vaisseau spatial dans lequel il discute avec sa mère (la mère de Duncan Trussel) à propos de sa naissance, de son enfance et du cancer de sa mère.                                         |                        |                             |                             |                  |                   |

## Développement

### Conception et création
Alors qu’il travaillait sur Adventure Time, Pendleton Ward a entendu parler du podcast de Duncan Trussell, The Duncan Trussell Family Hour, par un ami avec qui il travaillait sur l’émission. Ward s’est intéressé au podcast en raison de son goût pour écouter les gens parler de philosophie. Selon Ward, « Duncan est très amusant ». Vers 2013, au début de sa diffusion en podcast, Trussell a reçu un e-mail de Ward le félicitant pour son podcast. Environ un an plus tard, Ward a quitté son poste de showrunner pour Adventure Time. Trussell a déclaré: « Il m'a contacté et m’a dit qu’il avait une idée pour animer mon podcast, ce qui était un autre grand frisson pour moi ». Lors de la première rencontre avec Ward, Trussell a refusé de se joindre à un nouveau projet affirmant qu’il était trop occupé pour transformer son podcast en une émission animée. En 2018, Ward l’a de nouveau approché pour montrer un concept approximatif ; prendre une conversation en podcast sur la toxicomanie et la jouer sur un animatique de Trussell et de son invité combattant une invasion de zombies.

### Écriture et réalisation
Plus tard, ce concept approximatif a fini par être intégré au pilote de la série. Les deux ont présenté le concept de la série sous forme de présentation à Mike Moon, responsable des animations pour adultes à Netflix. En 2019, Netflix commande huit épisodes, dont la première diffusion a lieu le 20 avril 2020. Après avoir obtenu le feu vert, les deux ont réuni une équipe de comédiens dont Johnny Pemberton, Brendon Walsh, "Weird Al" Yankovic et Emo Philips qui ont été rejoints par le spécialiste de l’occulte Jason Louv et par la sorcière blanche Maja D’Aoust. Les deux réunirent une équipe d’environ 190 personnes chez Titmouse et commencèrent à travailler sur la création des épisodes. Mike Mayfield a rejoint le projet comme réalisateur superviseur et scénariste pour tous les épisodes. L’équipe technique est composée de Jesse Moynihan (directeur artistique), Antonio Canobbio (chef de la création pour Titmouse), Mike Roush (directeur de l’animation) et Joey Adams (superviseur du storyboard). Mayfield a déclaré que le temps nécessaire pour « essayer quelque chose de neuf manières différentes avant qu’un petit changement ne le fasse passer de maladroit à incroyable ».
Au début de la production, ils avaient besoin de savoir combien d’épisodes seraient une histoire, combien serait une conversation de podcast, et ils devaient choisir quelles parties du podcast utiliser dans l’émission. Selon Trussell, les parties du podcast choisies pour la série visent à mettre en évidence des moments révélateurs de sa carrière. Trussell a déclaré : « Quand je fais un podcast, il y a des moments où tout mon univers change parce que quelqu’un m’a dit quelque chose que je n’ai jamais su. Une fois que vous entendez cela, vous êtes changé pour toujours ; vous vivez dans une dimension complètement différente de celle dans laquelle vous viviez auparavant. ». Lorsque Ward et Trussell ont commencé à travailler sur les scripts, Ward a déclaré que ce serait comme prendre un film d’Indiana Jones et remplacer le dialogue par des conversations audios. L’idée principale était d’en faire un spectacle animé divertissant. Ils ont commencé à le développer pour suivre un concept. Selon Trussell, ce concept était « Pendant l’apocalypse, les gens ne vont pas seulement parler de l’apocalypse, étant dans les films apocalyptiques, la situation tourne autour de la survie. Une sorte de genèse de l’émission est ce qui se passerait si nous prenions ces conversations audios et en faisions le dialogue qui se produisait pendant les différentes formes de l’apocalypse. »
Le concept a été développé lorsque le groupe d’écriture a commencé à explorer diverses apocalypses potentielles et à trouver un moyen de s’assurer que le matériel de podcast était capable de correspondre aux scénarios qu’ils ont construits autour de chaque épisode. C’était le principal défi de l’écriture des épisodes, en plus de choisir les meilleures interviews, de les rendre cohérents pour l’animation. Trussell a décrit comme un « processus laborieux » tout en réalisant qu’il a aidé à évoluer vers une série avec un arc d’histoire. Ils ont également travaillé pour trouver un moyen de les intégrer dans la tapisserie apocalyptique psychédélique de l’animation. Ils pensaient que les épisodes devaient être équilibrés afin que l’animation ne fasse pas sortir les gens de l’interview. Avec une concentration excessive sur l’animation, les gens ne feraient pas attention à tout de la même manière. L’équipe a travaillé pour laisser les conversations réagir avec le monde. Selon Trussell, l’influence de The Midnight Gospel vient de l’esthétique lo-fi d’Adult Swim en général et d’émissions comme Space Ghost Coast to Coast et Aqua Teen Hunger Force. Parmi les autres références figuraient les films d'animation Watership Down et The Last Unicorn, les séries télévisées d’animation Æon Flux et Liquid Television, et la série télévisée dramatique d'horreur mystérieuse Twin Peaks.
Pour Ward, ce sont les conversations audio longues de Trussell qui l’ont inspiré à revenir à l’animation télévisée et la nouvelle série a été l’occasion d’explorer la création d’animation pour adultes. Jusque-là, il avait fait des animations principalement pour les enfants et The Midnight Gospel serait l’occasion de changer sa façon de faire des animations en utilisant l’ultra-violence des dessins animés avec des conversations sur la compassion. Ward a également permis à Trussell d’inclure sa propre musique originale dans plusieurs épisodes. Joe Wong, le compositeur de l’émission, a inclus sa propre chanson « Dreams Wash Away » de son premier album Nite Creatures dans l’épisode final de la première saison. Le titre de l’émission vient du sens original du mot évangile. Trussell dit : « "Gospel" signifie de bonnes nouvelles, et j'espérais que nous transmettions le message que même dans les situations les plus catastrophiques, quand tout s’effondre, il y a une opportunité de grandir en tant que personne. »

## Thèmes et analyse
Tout au long des épisodes, la série traite de différents thèmes qui ont été explorés dans les interviews : magie, méditation, pardon, spiritisme, rituels funéraires, positivité de la mort, consommation de drogue, douleur, moksha (transcendance), existentialisme.
Les thèmes narratifs sont choisis de manière à compléter le dialogue de l’entretien qu’ils accompagnent. Par exemple, lors de l’épisode avec Anne Lamott, elle commente son manque de peur de la mort, alors que son personnage est roulé vers un hachoir à viande industriel. Ces histoires animées sont conçues pour attirer le spectateur dans la conversation, ce qui en fait une partie importante de l’exploration dudit sujet.
Un sujet récurrent à plusieurs épisodes est le cycle de vie. Une analyse de la naissance et de la mort. La série renforce la façon dont ce cycle est un processus continu et sans fin auquel on ne peut pas échapper. Pour Trussell, le dernier épisode renforce ce propos avec un témoignage plus personnel lié au profond chagrin qu’il a ressenti à la mort de sa mère.

## Commercialisation
Un premier teaser est sorti le 16 mars 2020 puis une bande-annonce le 6 avril. Dans le cadre de la promotion de l’émission, la chaîne YouTube de Netflix a lancé un flux en direct le 19 avril 2020 avec un compte à rebours jusqu’aux débuts de la série sur le service de streaming. Tout au long du livestream, de petites parties des épisodes ont été montrées ainsi qu’une animation psychédélique. Le manuel d’utilisation du simulateur de multivers utilisé par Clancy a été mis en ligne par Netflix via le compte Reddit de l’émission dans le cadre de sa campagne promotionnelle.

## Sortie
La première saison en huit épisodes, commandée par Netflix, est sortie le 20 avril 2020. Selon Trussell, les dirigeants de Netflix ont d’abord suggéré de lancer la série le 20 avril, jour de l’anniversaire de Trussell et date des célébrations annuelles autour du cannabis.

## Accueil

### Accueil critique
| Saison | Saison | Accueil critique | Accueil critique |
| Saison | Saison | Rotten Tomatoes  | Metacritic       |
| ------ | ------ | ---------------- | ---------------- |
|        | 1      | 91% (34 avis)    | 82 (8 avis)      |

La réception de la série a été largement positive, plusieurs critiques désignant le dernier épisode de la saison comme le plus touchant et le plus excitant de la saison. Sur le site d’agrégation d’avis Rotten Tomatoes, la première saison a un taux d’approbation de 91 % basé sur 34 avis, avec une note moyenne de 7,68 / 10. Le consensus du site se lit comme suit : « L'étrange mixture de The Midnight Gospel ne conviendra pas à tous les goûts, mais ceux qui souhaitent boire profondément trouveront une multitude d’images vibrantes et d'idées éclairantes. » Sur Metacritic, la première saison a un score de 82 sur 100, basé sur la moyenne de huit critiques, indiquant une « acclamation universelle ».
Dans une critique positive, Robert Lloyd du Los Angeles Times a déclaré que le style visuel rappelle Adventure Time bien qu’il ait également son propre style, tout en présentant des conversations sur de vrais problèmes. Lloyd dit « Comme Adventure Time, mais plus explicitement, il s’intéresse aux questions de naissance, de mort, de renaissance, de transfiguration. La mort en particulier, bien que cela fournisse certaines des séquences les plus paisibles de la série,. » Stuart Jeffries de The Guardian a qualifié The Midnight Gospel de M. Benn trippant pour adultes et a déclaré que la série était engageante dans une quête de vérité philosophique lors d’un voyage psychédélique dans l’espace. Il souligne à quel point le dernier épisode "Mouse of Silver" est l'épisode le plus touchant et engageant de la saison. Le critique d’IndieWire, Eric Kohn, attribue une note A à la première saison, qualifiant la série de voyage cosmique profond. Il acclame une qualité riche et énergisante à ces discussions à mesure qu’elles s’échauffent. « Même si le spectacle se transforme en un cliffhanger attrayant, il semble suggérer que vivre dans l’instant compte plus que ce qui se passe ensuite. » Dans une critique positive, Joshua Robinson de Thrillist a déclaré « Il y a de l’animation pour adultes, et il y a The Midnight Gospel. ». Dans une critique mitigée, Jesse Schedeen d’IGN a déclaré : « Cela associe une approche décontractée et très parlante à une animation somptueuse et surréaliste. Mais tout comme les épisodes de podcast autour desquels il s’encadre, il n’y a pas grand-chose d’un récit continu pour récompenser les téléspectateurs ou justifier une séance de frénésie. » Dans une critique moins enthousiaste pour Collider, Dave Trumbore a déclaré : « C'est comme regarder une lampe à huile psychotique tout en écoutant votre colocataire d’université monologuer encore et encore après une semaine du cours d’introduction à la philosophie et quelques séries de coups de bang empilables. »
Certains critiques ont déclaré qu’il existe à la fois des similitudes et des différences entre The Midnight Gospel et Rick et Morty pour le style d’animation et la manière dont ils traitent les thèmes profonds, mais allant bien plus loin. David Opie de Digital Spy a déclaré que The Midnight Gospel est l’antithèse de Rick et Morty . Il a dit que les deux émissions changent la vision du monde de leurs téléspectateurs, et « Rick et Morty pourraient embrasser le nihilisme plus que la plupart, prospérant dans le chaos de la vision du monde chaotique de Rick, mais le monde se termine encore et encore pour de vrai dans The Midnight Gospel, offrant un cosmique contrepoint aux enseignements introspectifs du 'space-cast'. » Il a également déclaré que l’émission traitait positivement de sujets tels que l’espoir et la perte. Certaines critiques ont cependant noté un déséquilibre entre la forme et le fond.

## Avenir
Une deuxième saison pour la série est incertaine. Selon Trussell « [le monde du Ruban chromatique] est un très grand monde. J’ai passé beaucoup de temps avec Pen à penser tous les détails. Certaines personnes pourraient le voir et penser que certaines personnes n’y voient que du charabia absurde et involontaire, mais chaque brique de cette structure, chaque pièce du puzzle est intentionnelle et basée sur tout un folklore. C’est un vaste monde très, très, très, très intéressant, et j’aimerais explorer ce monde aussi longtemps que possible. ».